# Толоконцево (Омская область)
Толоко́нцево — село в Крутинском районе Омской области, административный центр Толоконцевского сельского поселения.
Основано в 1743 году.
Население — 268 (2010)

## Физико-географическая характеристика
Расположено в 80 км к северо-западу от районного центра посёлка Крутинка.
Село расположено на северо-западе Крутинского района, близ границы с Тюменской областью, в юге лесоболотной зоне в пределах Ишимской равнины, относящейся к Западно-Сибирской равнине, на правом берегу реки Ир. Почвы — серые лесные осолоделые. Высота центра населённого пункта — 108 метров над уровнем моря.
По автомобильным дорогам село расположено в 80 км от районного центра посёлка Крутинка и 270 км от областного центра города Омск.
Климат
Климат умеренный континентальный (согласно классификации климатов Кёппена-Гейгера — тип Dfb). Среднегодовая температура положительная и составляет +0,4° С, средняя температура самого холодного месяца января − 18,6 °C, самого жаркого месяца июля + 18,7° С. Многолетняя норма осадков — 426 мм, наибольшее количество осадков выпадает в июле — 70 мм, наименьшее в феврале и марте — по 14 мм
Часовой пояс
Толоконцево, как и вся Омская область, находится в часовой зоне МСК+3. Смещение применяемого времени относительно UTC составляет +6:00. Истинный полдень — 09:59:27

## История
Основана в 1743 году.
В годы коллективизации организован колхоз имени Будённого. В 1968 году — совхоз «Ировский», претерпевший в дальнейшем неоднократные реорганизации.

## Население
| 2010 |
| ---- |
| 268  |